# Susanne Lüscher
Susanne Lüscher, schweizisk orienterare som tog brons i stafett vid VM 1985.